# Шютце, Виктор
Виктор Шютце (нем. Viktor Schütze; 16 февраля 1906, Киль — 23 сентября 1950, Франкфурт-на-Майне), немецкий офицер-подводник, капитан цур зее (капитан 1-го ранга) с 1 марта 1944 года, участник Второй мировой войны.

## Биография
16 ноября 1925 года поступил на флот кадетом. 1 октября 1929 года произведен в лейтенанты. Служил на торпедных катерах.
В октябре 1935 года переведен в подводный флот. Командовал подлодками U-19 (16 января 1936 — 30 сентября 1937 года) и U-11 (13 августа 1938 — 4 сентября 1939 год).

## Вторая мировая война
5 сентября 1939 года назначен командиром подлодки U-25, на которой совершил 3 похода (проведя в море в общей сложности 105 суток).
1-й поход совершил в Северную Атлантику, а затем в январе — феврале 1940 года действовал в Бискайском заливе и близ берегов Португалии.
С 5 июля 1940 года командовал подлодкой U-103. Эту лодку он водил в 4 похода (201 сутки в море). Принимал участие в нападениях на конвои союзников в Атлантике и у берегов Африки.
11 декабря 1940 года награждён Рыцарским крестом Железного креста. 14 июля 1941 года получил дубовые листья к своему Рыцарскому кресту.
12 августа 1941 года назначен командиром 2-й флотилии подводных лодок.
С марта 1943 года и до конца войны Шютце занимал пост командующего подводными учебными флотилиями (FdU Ausbildungsflottillen) со штаб-квартирой в Готенхафене; фактически в его руках было сосредоточено руководство подготовкой экипажей для подводного флота Германии, действовавшего на Балтике.
Всего за время военных действий Шютце потопил 35 судов общим водоизмещением 180 073 брт. и повредил 2 судна водоизмещением 14 213 брт. Таким образом, он стал пятым по результативности подводником кригсмарине, при этом он совершил всего 7 походов, показав самую высокую из первой пятёрки результативность в среднем за поход.
В мае 1945 года Шютце был интернирован. В марте 1946 года освобожден, однако всего через четыре года — скончался.

## Награды
- Медаль «За выслугу лет в вермахте» 4-го и 3-го класса
- Медаль «В память 1 октября 1938 года»
- Железный крест 2-го класса (13 ноября 1939)
- Железный крест 1-го класса (21 февраля 1940)
- Рыцарский крест Железного креста с дубовыми листьями
  - рыцарский крест (11 декабря 1940)
  - дубовые листья (№ 23) (14 июля 1941)
- Нагрудный знак подводника с бриллиантами (1941)
- Крест Морских заслуг крест 1-го класса белого дивизиона (1 ноября 1941) (Королевство Испания)
- Крест «За военные заслуги» 2-го класса с мечами (30 января 1944)
- Крест «За военные заслуги» 1-го класса с мечами (1 сентября 1944)
- Упоминание в Вермахтберихт (4 декабря 1940, 10 декабря 1940, 27 мая 1941, 13 июля 1941)